# Argyreia sikkimensis
Argyreia sikkimensis är en vindeväxtart som först beskrevs av Charles Baron Clarke, och fick sitt nu gällande namn av Van Ooststr. Argyreia sikkimensis ingår i släktet Argyreia och familjen vindeväxter. Inga underarter finns listade i Catalogue of Life.